# Campeonato Brasileiro Série A
Campeonato Brasileiro de Clubes da Série A, známá i jako Brasileirão, je nejvyšší brazilská fotbalová soutěž. Založena byla v roce 1959. Soutěž se skládá z 20 klubů a sestupuje se z ní do Série B. Sezóna probíhá systémem jaro-podzim od května do prosince. Každý tým odehraje celkem 38 utkání, takže celkem se odehraje 380 utkání. Soutěž momentálně nese podle sponzora název Brasileirão Petrobras.
Kvůli velké rozloze a historicky daným specifikům Brazílie má celonárodní fotbalová soutěž relativně krátkou historii. Mezi roky 1959 až 1970 byly v Brazílii dvě národní soutěže Taça Brasil a Torneio Roberto Gomes Pedrosa. Současná soutěž jako taková byla spuštěna až v roce 1971 a to hlavně díky podpoře nastoleným vládním režimem a rozmachu letecké dopravy. Před vznikem celonárodní soutěže existovali v Brazílii především státní soutěže orientované jen v určitém regionu. Mezi nejznámější patřily Campeonato Paulista a Campeonato Carioca (soutěže států São Paulo a Rio de Janeiro). Většina státních soutěží měla tedy podstatně delší historii než celonárodní a kvůli tomu zpočátku i větší prestiž.
Od roku 1959 bylo celkem 17 klubů korunováno brazilskými mistry. Nejúspěšnější je s 10 tituly Palmeiras.

## Kluby v sezóně 2014
| Klub                | Město          | Stadión           |
| ------------------- | -------------- | ----------------- |
| Atlético Paranaense | Curitiba       | Arena da Baixada  |
| Atlético Mineiro    | Belo Horizonte | Independência     |
| Bahia               | Salvador       | Arena Fonte Nova  |
| Botafogo            | Rio de Janeiro | Engenhão          |
| Chapecoense         | Chapecó        | Arena Condá       |
| Corinthians         | São Paulo      | Arena Corinthians |
| Coritiba            | Curitiba       | Couto Pereira     |
| Criciúma EC         | Criciúma       | Heriberto Hülse   |
| Cruzeiro            | Belo Horizonte | Mineirão          |
| Figueirense         | Florianópolis  | Orlando Scarpelli |
| Flamengo            | Rio de Janeiro | Engenhão          |
| Fluminense          | Rio de Janeiro | Engenhão          |
| Goiás EC            | Goiânia        | Serra Dourada     |
| Grêmio              | Porto Alegre   | Arena do Grêmio   |
| Internacional       | Porto Alegre   | Beira-Rio         |
| Palmeiras           | São Paulo      | Pacaembu          |
| Santos FC           | Santos         | Vila Belmiro      |
| São Paulo FC        | São Paulo      | Morumbi           |
| Sport               | Recife         | Ilha do Retiro    |
| Vitória             | Salvador       | Barradão          |

## Kluby podle počtů titulů
| Klub                | Počet titulů | Tituly |
| ------------------- | ------------ | --- |
| Palmeiras           | 10           | Taça Brasil (1960, 1967), Torneio Roberto Gomes Pedrosa (1967, 1969), Campeonato Brasileiro Série A (1972, 1973, 1993, 1994, 2016, 2018) |
| Santos              | 8            | Taça Brasil (1961, 1962, 1963, 1964, 1965), Torneio Roberto Gomes Pedrosa (1968), Campeonato Brasileiro Série A (2002, 2004)             |
| Corinthians         | 7            | Campeonato Brasileiro Série A (1990, 1998, 1999, 2005, 2011, 2015, 2017)                                                                 |
| Flamengo            | 7            | Campeonato Brasileiro Série A (1980, 1982, 1983, 1992, 2009, 2019, 2020)                                                                 |
| São Paulo           | 6            | Campeonato Brasileiro Série A (1977, 1986, 1991, 2006, 2007, 2008)                                                                       |
| Cruzeiro            | 4            | Campeonato Brasileiro Série A (1966, 2003, 2013, 2014)                                                                                   |
| Vasco da Gama       | 4            | Campeonato Brasileiro Série A (1974, 1989, 1997, 2000)                                                                                   |
| Fluminense          | 4            | Torneio Roberto Gomes Pedrosa (1970), Campeonato Brasileiro Série A (1984, 2010, 2012)                                                   |
| Internacional       | 3            | Campeonato Brasileiro Série A (1975, 1976, 1979)                                                                                         |
| Bahia               | 2            | Taça Brasil (1959), Campeonato Brasileiro Série A (1988)                                                                                 |
| Grêmio              | 2            | Campeonato Brasileiro Série A (1981, 1996)                                                                                               |
| Botafogo            | 2            | Taça Brasil (1968), Campeonato Brasileiro Série A (1995)                                                                                 |
| Atlético Mineiro    | 2            | Campeonato Brasileiro Série A (1971, 2021)                                                                                               |
| Atlético Paranaense | 1            | Campeonato Brasileiro Série A (2001) |
| Coritiba            | 1            | Campeonato Brasileiro Série A (1985) |
| Sport               | 1*           | Campeonato Brasileiro (1987) |
| Guarani             | 1            | Campeonato Brasileiro Série A (1978) |

- Sport Recife (1987) - poznámka k roku 1987 (portugalsky)

## Hráči
| Poř. | Hráč             | Zápasy |
| --- | ---------------- | ------ |
| 1 | Rogério Ceni     | 459    |
| 2 | Zinho            | 370    |
| 3 | Ramon            | 368    |
| 4 | Clemer           | 367    |
| 5 | Harlei           | 347    |
| 6 | Cléber           | 337    |
| 7 | Wladimir         | 330    |
| 8 | Roberto Dinamite | 328    |
| 9 | Tarciso          | 327    |
| (Kurzíva označuje hráče stále aktivní v profesionálním fotbale) (Tučně jsou označeni hráči stále aktivní v Sérii A). |                  |        |

| Poř. | Hráč             | Góly |
| --- | ---------------- | ---- |
| 1 | Roberto Dinamite | 190  |
| 2 | Romário          | 154  |
| 3 | Edmundo          | 153  |
| 4 | Zico             | 135  |
| 5 | Túlio            | 129  |
| 6 | Serginho Chulapa | 127  |
| 7 | Washington       | 125  |
| 8 | Dadá Maravilha   | 113  |
| 9 | Pelé             | 100  |
| 10 | Ramon            | 98   |
| (Kurzíva označuje hráče stále aktivní v profesionálním fotbale) (Tučně jsou označeni hráči stále aktivní v Sérii A). |                  |      |